# 野辺地天馬
野辺地 天馬（のべち てんま、本名三右衛門、1885年〈明治18年〉1月17日 - 1965年〈昭和40年〉4月24日）は、岩手県福岡町（現二戸市）出身の児童文学者、キリスト教牧師、伝道師である。渡辺善太は義兄である。

## 生涯
1885年（明治18年）1月17日、岩手県福岡町（現・二戸市）に生まれ、1890年（明治23年）に郵便局勤務であった父の転勤により盛岡市へ転居。1889年（明治22年）、盛岡中学校（現・岩手県立盛岡第一高等学校）へ入学した。同級生には石川啄木、伊藤圭一郎（『人間啄木』の著者）らがいた。
幼いころから教会に通い、1899年（明治32年）に洗礼を受けた。その年11月盛岡で行われた中田重治の集会での説教を聞いて献身を決意する。盛岡中学校を中退し、東京の青山学院中学部に入学。1904年（明治37年）には神保町にあった東洋宣教会聖書学校に入り、本格的にキリスト教を学んだ。
その後、岩手県花巻市、伊豆、仙台、名古屋、千葉などで伝道をするが、それまで所属していた東洋宣教会を離れて独立、1917年（大正6年）に児童講演社を興し、宣教団体や教団に頼らず講演と執筆により児童伝道と児童文学を実践した。特に「日曜学校」の教授法を教えるため各地を回ってあるき、また紙芝居に似た手法を用いて子供たちに伝道した。
児童文学誌では、『虹』、『小光子』などを発刊、また、婦人之友社発行の『子供之友』編集者としても活躍した。童話集では、『金の鈴』、『母を慕ひて』などを書き、伝道用には、子供向け「旧約聖書」などを執筆した。
戦後は日本ホーリネス教団東京聖書学院の講師、教授を勤め、後進の指導にあたった。墓所は東京都八王子市の東京霊園。

## 著書
- 『青春の旅』（武井武雄装丁）クリスチヤン社、1962年。
- 『晩秋の感謝』（武井武雄装丁）ヨルダン社、1966年。
- 『近世偉人物語』丁未出版社、1918年。
- 『鐘の音』（点字図書あり）
- 『フランクリン物語』愛育社、1946年。
- 『こども日日の光』（武井武雄装丁）ヨルダン社、1948年。
- 『日曜百話』ヨルダン社、1957年。
- 『新約物語』（武井武雄装丁）日新社、1947年。

## 共著等
- 『日本キリスト教児童文学全集』第8巻（共著）教文館、1982年。
- 『キリスト教例話事典』（校閲）三一書店、1956年。
- 絵本『A Story Of a Piper　フエヲフクヒト』（画・武井武雄） 愛育社、1946年。
- 季刊絵本『ハト』（編集）愛育社　出版期間：1945年12月 - 1947年